# Муруметс, Прийт
Прийт Муруметс (эст. Priit Murumets; 7 июля 1979, Тарту) — эстонский футболист, нападающий и центральный защитник.

## Биография
В начале взрослой карьеры выступал в низших лигах Эстонии за клубы Тарту. В 1997—1999 годах играл за клубы, входившие в систему таллинской «Флоры». В высшем дивизионе Эстонии дебютировал 19 июля 1997 года в составе «Лелле СК» в игре против «Таллинна Садам», а первый гол забил 15 октября 1997 года в ворота «Ээсти Пылевкиви». Летом 1998 года играл в высшей лиге за «Тулевик» (Вильянди), а во второй половине 1999 года выступал за основную команду «Флоры», с которой стал бронзовым призёром чемпионата.
После ухода из «Флоры» несколько лет играл в низших лигах за клубы из Пярну, Тарту и Таллина. В 2005 году перешёл в таллинский «Калев», с которым год спустя стал третьим призёром первой лиги и в 2007 году сыграл 25 матчей в высшей лиге, в этот период выступал уже на позиции защитника. По окончании сезона 2007 года покинул «Калев» и много лет играл на любительском уровне за таллинские «Коткад» и «Ээсти Коондис»/«Ретро».
Всего в высшем дивизионе Эстонии сыграл 47 матчей и забил 4 гола.
Вызывался в сборные Эстонии младших возрастов, провёл 16 матчей.
Помимо большого футбола, выступал в футзале (мини-футболе) за «Бетон» и «Аугур» и в пляжном футболе за «Аугур». Становился призёром ряда соревнований, в частности обладателем Кубка Эстонии по футзалу 2013 года, где в финале забил один гол.

## Достижения
- Бронзовый призёр чемпионата Эстонии по футболу: 1999